# Tenement House Act

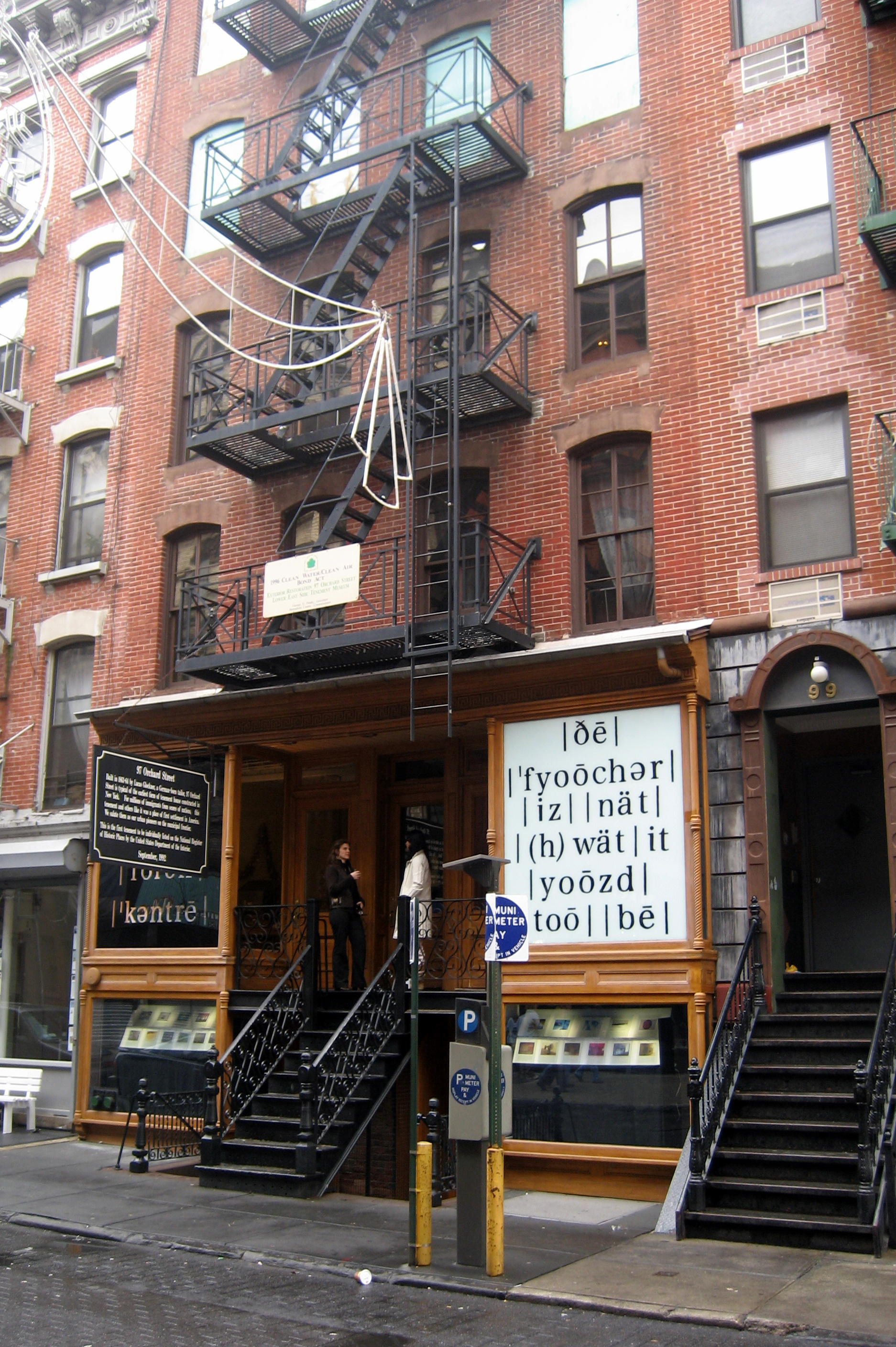
Das Tenement House Museum in New Yorks Lower East Side

Die Tenement House Acts waren Gesetze des Staates New York, durch die die Wohnbedingungen für die Bewohner von Mietshäusern (Tenements) verbessert werden sollten.
Die Tenement House Acts wurden in Anbetracht der katastrophalen Lebensbedingungen in den Einwanderervierteln der Stadt erlassen, wie beispielsweise in der Lower East Side. Die Tenement Laws stellen einen der ersten Ansätze zur Sozialgesetzgebung und des sozialen Wohnungsbaus in den Vereinigten Staaten dar und etablierten darüber hinaus den Anspruch des Staates, in die Stadtentwicklung einzugreifen, um Gesundheit und Wohlstand der Bewohner zu schützen. In diesem Zusammenhang werden die Tenement Laws als Vorläufer der New Yorker Zoning Resolution gesehen.

## Tenement House Act of 1867
Der Tenement House Act von 1867 legte fest, dass Mietshäuser pro 20 Bewohner eine Toilette zur Verfügung stellen mussten, die mit der Kanalisation verbunden war. Schlafzimmer, die kein Fenster hatten, mussten eine mindestens drei Quadratfuß große Lüftungsöffnung über der Tür haben. Außerdem verpflichtete der Tenement Act von 1867 die Eigentümer der Mietshäuser zum Anbringen von Feuerleitern, nachdem Vorgaben zum Feuerschutz von 1960, nach denen Häuser mit mehr als sieben Familien mit feuerfesten Balkonen oder Leitern ausgestattet sein mussten, selten und meist nur rudimentär umgesetzt worden waren. Dem Tenement House Act von 1867 war 1866 die Gründung des Metropolitan Board of Health vorausgegangen, die die Lebensbedingungen in den Mietshäusern inspizierte und dokumentierte.

## Tenement House Act of 1879

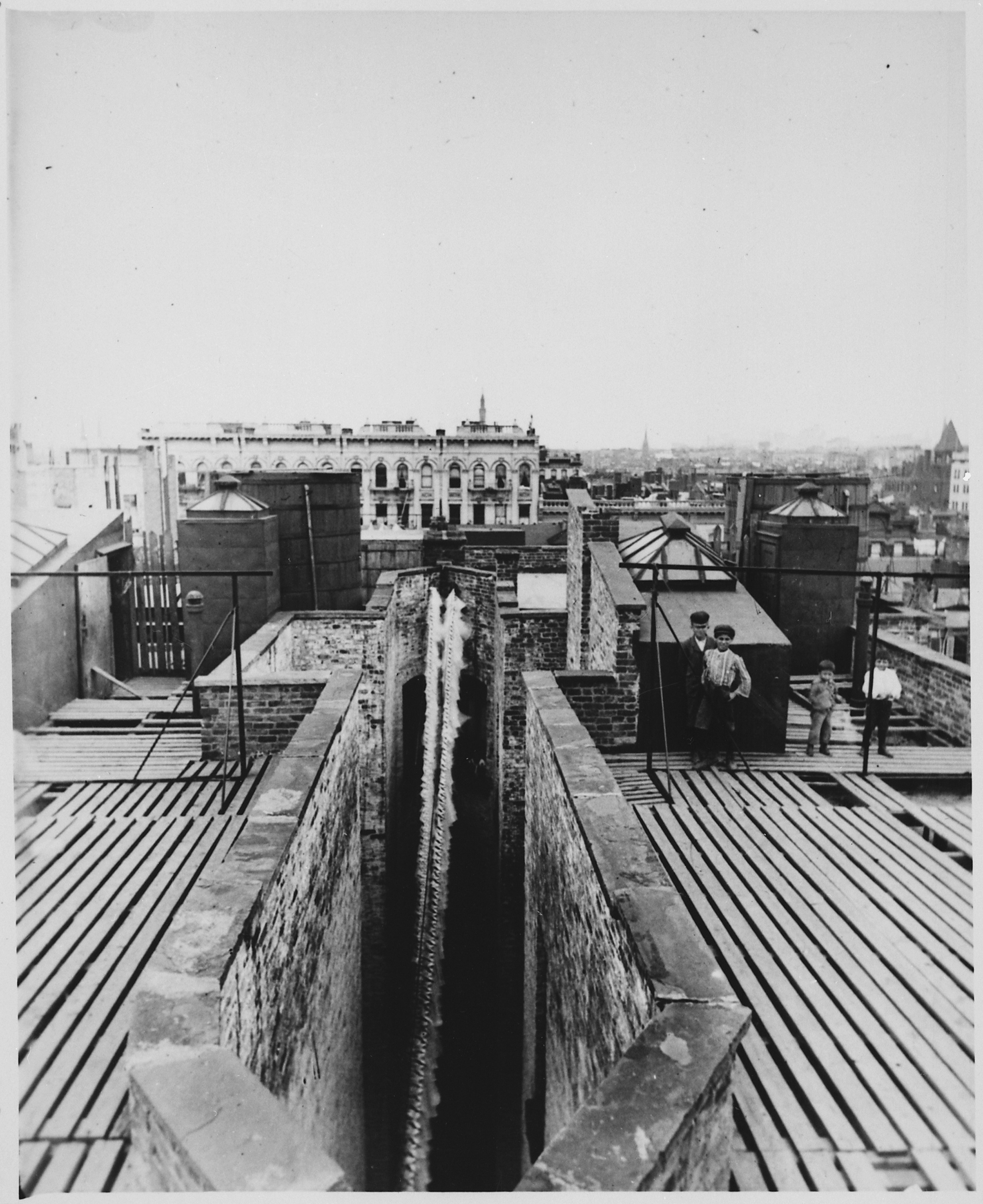
Die seitlichen Lichtschächte zweier aneinander gebauter hantelförmiger Old Law Tenements bilden zusammen einen größeren Schacht

Ein weiterer Tenement Act, erlassen 1879, verpflichtete Bauherren dazu, die Schlafzimmer aller neugebauten Mietshäuser mit einem Fenster auszustatten. Dies wurde durch Lichtschächte gelöst, die dem Grundriss eines Gebäudes das Aussehen einer Hantel gab (daher auch die englische Bezeichnung „dumb bell building“). Mietshäuser, die nach dem Inkrafttreten des zweiten Tenement House Act (auch „Old Law“ genannt) gebaut wurden, aber vor dem Tenement Act von 1901, werden als Old Law Tenements bezeichnet.

## Tenement House Act of 1901
Die nächste größere Überarbeitung des Tenement House Acts erfolgte 1901. In diesem Gesetz wurde der Neubau von Mietshäusern auf Grundstücken, die schmaler als 25 Fuß waren, verboten, und es mussten nun abgetrennte Toiletten mit Fenstern für jede zweite Wohnung zur Verfügung gestellt werden. Alte Wohnungen, in denen Zimmer kein Fenster hatten, mussten nun eine mindestens 3 × 5 Fuß große Öffnung zu einem belüftbaren Raum haben. Gebäude, die nach dem Tenement Act von 1901 gebaut wurden, werden auch „New Law Buildings“ genannt.